# 유뇨
유뇨(劉嫋, ? ~ ?)는 전한 말기의 제후로, 연날왕의 증손이다.

## 생애
원연 원년(기원전 12년), 형 유미앙을 끝으로 폐지되었던 신창후(新昌侯) 작위를 이어받았다.
시호를 희(釐)라 하였고, 아들 유진이 작위를 이었다.

## 출전
- 반고, 《한서》 권15하 왕자후표 下

| 선대 형 신창애후 유미앙 | 전한의 신창후 기원전 12년 ~ ? | 후대 아들 유진 |